# Eustomias vitiazi
Eustomias vitiazi är en fiskart som beskrevs av Nikolai V. Parin och Pokhil'skaya, 1974. Eustomias vitiazi ingår i släktet Eustomias och familjen Stomiidae. Inga underarter finns listade i Catalogue of Life.